# رضا خانلری
رضا خانلری (زاده 16 شهریور 1357) کارگردان، تهیه کننده، نویسنده، تدوینگر، بازیگر و پژوهشگر ایرانی حوزه سینما و تلویزیون است. او یکی از فیلم سازان برجسته و معاصر و از چهره های برجسته مستندسازی در ایران است. او با بهره‌گیری از غنای فرهنگی و تاریخی کشور خود، آثار بی‌نظیری خلق می‌کند که در آن‌ها دقت و جزئی‌نگری به چشم می‌خورد. این هنرمند نه تنها به بازنمایی واقعیت ها میپردازد، بلکه با نگاهی انسانی و اجتماعی به مسائلی مانند زندگی روزمره، مشکلات اجتماعی، و زیبایی‌های طبیعی، مخاطبان خود را به تأمل و تفکر عمیق دعوت می‌کند. وی، با بهره‌گیری از تکنیک‌های نوین سینمایی و حفظ اصالت محتوایی، توانسته است آثار خود را در سطح بین‌المللی مطرح کند و صدای مردم و فرهنگ ایران را به گوش جهانیان برساند. اغلب آثار خانلری در ژانر اجتماعی است. او علاوه بر فعالیتهای سینمایی، تدریس، پژوهش و نگارش کتاب و  مقالات زیاد را  نیز تجربه کرده‌است. 
خانلری دانش آموخته مقطع کارشناسی "فیلم سازی، گرایش تدوین"درسال 1389و با رتبه نخست است. وی در سال 1392 تحصیلات خود را در مقطع کارشناسی ارشد سینما به عنوان دانشجوی ممتاز و نمونه در دانشکده هنرهای زیبا، دانشگاه تهران ادامه داد و پایان نامه خود با عنوان تاثیر اکسپرسیونیسم آلمان بر سینمای آیزنشتاین با نمره 20 را به پایان رساند.
مستند: "یک شب که بارون اومد..." - نویسنده و کارگردان و تدوین گر، تهیه کننده مشترک با : یوحنا حکیمی.
مستند: "از فرش تا عرش" - نویسنده، تهیه کننده، کارگردان و تدوین گر .
مستند: "نازیسم" - تصویر بردار.
مستند: "بازار از طهران تا تهران" - نویسنده، تهیه کننده، کارگردان، تصویربردار و تدوین گر.
فیلم داستانی: "آیینه ای از رویا" - نویسنده، تهیه کننده، کارگردانی و تدوین گر.
فیلم کوتاه: "پنجره" - نویسنده، تهیه کننده، کارگردانی و تدوین گر.
فیلم کوتاه: "سقوط." - نویسنده، تهیه کننده، کارگردانی و تدوین گر.
فیلم کوتاه: "دستهایت را نفس می کشم" - نویسنده، تهیه کننده، کارگردان و تدوین گر. 
فیلم مستند: "طهران، سمفونی خاموش" - نویسنده، تهیه کننده، کارگردان و تدوین گر.
فیلم مستند داستانی: "دود" - کارگردان و تدوین گر.
فیلم کوتاه: "معکوس زمان" - نویسنده، تهیه کننده، کارگردان و تدوین گر.
مجموعه برنامه مستند: "ممتازان" - کارگردان.
رضا خانلری، همچنین از سال  1380 تا اکنون در سمت های " مدیر برنامه ریزی و د ستیار اول کارگردان، بازیگر، تصویربردارو ..." در آثار هنرمندانی از جمله :" بیژن بیرنگ، صادق هاتفی، دکتر امیر حسن ندایی، سپهر محمدی، مسعود شاه محمدی، محسن قصابیان و ... و تیاتر های محمد حاتمی و دکتر عطاء الله کوپال نیز همکاری داشته است.
2019، حضور در جشنواره فیلم Invisible Cinema، آمریکا با فیلم کوتاه داستان: دستهایت را نفس می کشم ... ، به تهیه کنندگی و کارگردانی : رضا خانلری. (18 و 19 اکتبر)
2017، حضور در بخش نمایش های ویژه سومین جشنواره بین المللی فیلم مهرگان کشور افغانستان با فیلم مستند: بازار،از طهران تا تهران، به تهیه کنندگی و کارگردانی: رضا خانلری، تهیه شده در مرکز گسترش سینمای مستند وتجربی.
2017، حضور در بخش بین الملل سومین جشنواره بین المللی فیلم مهرگان کشور افغانستان با فیلم مستند: طهران،سمفونی خاموش، به تهیه کنندگی و کارگردانی: رضا خانلری. (شهریور 1396)
2016، حضور در جشنواره فیلمهای ایرانی فرانکفورت با فیلم مستند: بازار، از طهران تا تهران، به تهیه کنندگی و کارگردانی: رضا خانلری، تهیه شده در مرکز گسترش سینمای مستند و تجربی (15 تا 18 خرداد ماه 1395)
2016، حضور در Germany-Cologne in Festival Film. فیلم مستند: بازار، از طهران تا تهران، به تهیه کنندگی و کارگردانی: رضا خانلری، تهیه شده در مرکز گسترش سینمای مستند و تجربی(. 5 تا 10 خرداد ماه 1395 )
2016، حضور در TAC International Film Festival، با فیلم مستند: بازار،از طهران تا تهران، به تهیه کنندگی و کارگردانی: رضا خانلری، تهیه شده در مرکز گسترش سینمای مستند و تجربی.
2016، حضور در بازار فیلم «ویزیون دورئل» سوئیس Nyon( Reel Du )Visions با فیلم مستند: بازار،از طهران تا تهران، به تهیه کنندگی و کارگردانی: رضا خانلری، تهیه شده در مرکز گسترش سینمای مستند و تجربی.(27 فروردین تا 4 اردیبهشت1395 )
اردیبهشت 1395، حضور در جشنواره فیلم ققنوس ـ همدان، با فیلم مستند: بازار،از طهران تا تهران، به تهیه کنندگی و کارگردانی: رضا خانلری، تهیه شده در مرکز گسترش سینمای مستند و تجربی.
فروردین 1395، حضور در جشنواره فیلم سما ـ تهران، با فیلم مستند: بازار،از طهران تا تهران، به تهیه کنندگی و کارگردانی: رضا خانلری، تهیه شده در مرکز گسترش سینمای مستند و تجربی. 
2015، حضور در (Italy) Roverto of Film Archaeological of Festival International ، با فیلم مستند: بازار،از طهران تا تهران به تهیه کنندگی و کارگردانی: رضا خانلری، تهیه شده در مرکز گسترش سینمای مستند و تجربی.
آذر 1393، حضور در مسابقۀ بخش شهر هشتمین جشنوارۀ سینما حقیقت، با فیلم مستند: بازار،از طهران تا تهران به تهیه کنندگی و کارگردانی: رضا خانلری، تهیه شده در مرکز گسترش سینمای مستند و تجربی.
مهر 1393، حضور در بخش Experimental مسابقۀ هشتمین جشنوارۀ ملی و چهارمین جشنوارۀ فیلم پروین اعتصامی، با فیلم آیینه ای از رویا به تهیه کنندگی و کارگردانی: رضا خانلری.
 اردیبهشت 1390، حضور درمسابقۀ دانشجویی چهارمین جشنواره بین المللی فیلم شهر، با فیلم مستند: طهران، سمفونی خاموش، به تهیه کنندگی و کارگردانی: رضا خانلری.
آذر 1387، نخستین جشنواره فیلم داستانی باران، با فیلم تجربی : معکوس زمان، به تهیه کنندگی و کارگردانی: رضا خانلری.
اردیبهشت 1387، دومین جشنواره سراسری فیلم کوتاه سروش منزلت، با فیلم تجربی: تهیه کنندگی و کارگردانی: رضا خانلری.
گواهی استعداد درخشان از دانشگاه تهران.
2019. فیلم کوتاه داستانی: دستهایت را نفس می کشم ... ، فیلم برگزیده و جایزه انتخاب مخاطبین جشنواره فیلم Invisible Cinema، آمریکا، به تهیه کنندگی و کارگردانی: رضا خانلری.
1398. دریافت لوح تقدیر و سپاس از معاونت امور اجتماعی و فرهنگی شهرداری تهران، برای فیلم بازار، از طهران تا تهران.
1394. دریافت لوح تقدیر و سپاس از جشنواره فرهنگی هنری ققنوس برای فیلم بازار، از طهران تا تهران.
1392. دریافت لوح تقدیر و سپاس از سازمان ملل متحد (دفتر مستقر در ایران)به دلیل همکاری وحضور در ساخت مجموعۀ نوجوان سالم (پروژۀ مشترک سازمان ملل و وزارت آموزش پرورش جمهوری اسلامی ایران.
1392. نفر نخست ورودی های شهریور1390، کارشناسی ارشد سینما در هنرهای زیبای داتشگاه تهران.
1392. دانشجوی نمونه و برگزیدۀ ممتاز مقطع کارشناسی ارشد دردومین جشنواره آموزش دانشگاه تهران.
1389.  نفر نخست کارشناسی فیلم سازی گرایش تدوین.
کتاب: "پایه‌های زیبایی‌شناسی در سینمای آیزنشتاین"، انتشارات: سنجش دانش.
مقاله: "بررسی قابلیت‌های نمایشی شخصیت‌پردازی در نسخه‌خوانی تعزیه حر در روستای بک شهرستان دامغان"، ششمین کنفرانس بین‌المللی علوم اسلامی، پژوهش‌های دینی و حقوق، اسفند 1400.
Investigating the Dramatic Capabilities of Characterisation in the Reciting Version of Ta'zieh Har in Bek Village, Damghan City
مقاله: "بررسی تاثیرات سرزندگی فضاهای شهری بر شکل‌گیری تصویر ذهنی شهروندان با تکنیک عکاسی شهری (میدان حسن‌آباد تهران)"، فصلنامه پژوهشی تخصصی شهرسازی و معماری هویت محیط - دوره 1، شماره 1، زمستان 1398. 
Investigating the Effects of Vitality of Urban Spaces on the Formation of Citizens' Mental Image with Urban Photography Technique (Hassan Abad Square, Tehran)
مقاله: "بررسی تأثیر تکنولوژی دیجیتال بر زیبایی‌شناسی بیان در سینما"، نشریه مطالعات بینا رشته‌ای ارتباط و رسانه، شماره 2، دوره 1، شماره 2، صفحه 156-137، زمستان 1397. Digital Technology and Its Effects on the Aesthetic of Expression in Film
مقاله: "آیزنشتاین، از تئاتر تا سینما"، 
AVANCA/CINEMA 2016. Eisenstein From Theater to Cinema
مقاله: "تأثیر اکسپرسیونیسم آلمان بر بازیگری در سینمای آیزنشتاین"، فصلنامه علمی پژوهشی کیمیای هنر، شماره 12.
The Impact of German Expressionism on the Acting Style of Eisenstein’s Cinema
مقاله: "تأثیر عناصر بصری سینمای گریفیث بر آوانگارد و اکسپرسیونیست تا سینمای آیزنشتاین"، 
AVANCA/CINEMA 2015. The Effects of Visual Elements of Griffith's Cinema on Avant-Garde and Expressionist till Eisenstein's Cinema
مقاله: "بررسی فیلم جدایی نادر از سیمین براساس قواعد سه‌پرده‌ای سید فیلد"، 
AVANCA/CINEMA 2015. Analysis of "A Separation" According to the Three-Act Structure of Syd Field
مقاله: "بررسی ریشه‌های خشونت و تطبیق آن با تعاریف روان‌شناسی در سینمای کیم کی دوک"، 
AVANCA/CINEMA 2014. Roots of Violence According to Psychological Definitions in the Cinema of Kim Ki Duk
مقاله: "آیزنشتاین و تئاتر"، فصلنامه سینمایی فارابی (ویژه سینما و تئاتر) 72: 7-21، زمستان 1391.